# Pseudomegasis gabalitella
Pseudomegasis gabalitella is een vlinder uit de familie van de snuitmotten (Pyralidae). De wetenschappelijke naam van de soort is voor het eerst geldig gepubliceerd in 1931 door Chrétien.